# ヴァルター・ルットマン
ヴァルター・ルットマン（Walter Ruttmann, 1887年12月28日 - 1941年7月15日）は、ドイツの映画監督。ハンス・リヒター、ヴィキング・エッゲリングと並ぶ実験映画の実践家と一人として知られる。
フランクフルト・アム・マインに生まれる。建築と絵画を学んだ後、グラフィック・デザイナーとして働き、1920年初頭より映画制作を始める。短編抽象映画『作品1』（1921年）『作品2』（1923年）は、映画表現の新しい形態の試みとして、1930年代のオスカー・フィッシンガーの作品など、大きな影響を生み出した。ルットマンらによりアヴァンギャルド運動は、これまでになかった形で媒体としての映画言語を豊かにさせた。
1928年ベルリンラジオ局の委託作品Weekend (Wochenende）は1930年6月13日に放送され、ミュジーク・コンクレートの先駆け作品とされる。
1928年〜1929年　モスクワに滞在する。
1929年のバーデン＝バーデンで開かれたドイツ室内音楽祭で上映された初期の抽象芸術作品は、国際的な称賛を浴び、エルウィン・ピスカートルと実験映画『世界のメロディー』（1929年）の制作に取り込んだ。
ナチス時代になると、レニ・リーフェンシュタールのアシスタントとして映画『意志の勝利』（1935年）制作に尽力した。
1941年ベルリンで没した。
現在、ルットマンの名は『伯林 - 大都会交響楽』（1927年）で最も良く知られている。

## 代表映画作品
- Lichtspiel: Opus I (1921)
- Lichtspiel: Opus II (1922)
- Lichtspiel: Opus III (1924)
- Lichtspiel: Opus IV (1925)
- 『伯林 - 大都会交響楽』(1927年) （アルベルト・カヴァルカンティとの共同制作）
- 『世界のメロディー』(1929年)
- Wochenende (1930) （音声のみからなる実験映画。映像なし。）
- 鋼鉄 (1933年)
- Altgermanische Bauernkultur (1934) YA MUN!
- Schiff in Not (1936)
- Mannesmann (1937)
- Henkel, ein deutsches Werk in seiner Arbeit (1938)
- Waffenkammern Deutschlands (1940)
- Deutsche Panzer (1940)
- Krebs (1941)